# Zen: Intergalactic Ninja (jeu vidéo)
Zen: Intergalactic Ninja est un jeu vidéo d'action et de plates-formes développé et édité par Konami, sorti en 1993 sur NES et Game Boy.
Il est basé sur le comics Zen: Intergalactic Ninja.

## Accueil
- Electronic Gaming Monthly : 22/40 (GB)[1]
- Power Unlimited : 9/10 (GB)[2]
- Video Games : 45 % (GB)[3]